# Takin’ Back My Love
«Takin’ Back My Love» (с англ. — «Забираю свою любовь») — сингл испанского поп-певца Энрике Иглесиаса, выпущенный в составе из сборника Greatest Hits 12 января 2009 года на лейбле Interscope.

## Общая информация
Песня была написана Фрэнки Штормом и спродюсирована Надиром Хаятом (RedOne). Песня была записана в трёх версиях: оригинальной — в дуэте с американской певицей Сиарой — и двух бонусных: в дуэте с немецкой певицей Сарой Коннор и французской певицей Tyssem.
Оригинальный трек стал международным синглом, дуэт с Сарой Коннор был выпущен в Германии, Швейцарии, России, Австрии, Польше и Чехии.
Записи в исполнении дуэта с Tyssem было дано двойное название «Takin’ Back My Love/Sans l’ombre d’un remord». Песня была частично переведена на французский язык (Энрике записал свою часть на английском, а Тайссем свою на французском) и выпущена во Франции синглом.

## Выпуск и реклама
Впервые Иглесиас исполнил песню на французском телешоу Star Academy вместе с одним из конкурсантов — Готье. Выступление было хорошо принято, а судьи поставили Готье хорошие оценки. Это выступление продвинуло сингл во Франции, где он дебютировал на 3-м месте.
Энрике и Сиара впервые выступили вместе в начале 2009 на чемпионате по американскому футболу, который состоялся на Гавайях. На австралийском шоу «Жизнь и кухня» Иглесиас исполнил песню с австралийской певицей Габриелой Чилми. Также Энрике выступал с Сарой Коннор на немецком шоу Nur die liebe Zaehlt.
Сиара исполнила сольную версию песни в Лондоне, открыв своим выступлением серию концертов Бритни Спирс под названием The Circus Starring Britney Spears.
Второй и последний раз Энрике и Сиара выступили вместе в Лондоне в 2009 году на Capital FM Summertime Ball.

## Музыкальное видео
Клип был снят норвежским режиссёром Рейем Кейем (норв. Ray Key) в Лос Анджелесе 13 февраля 2009 года. Видео попало в ротацию телеканалов в феврале 2009 года. Клип снят в тусклых цветах, в нём преобладает голубой цвет. На протяжении клипа Энрике и Сиара ссорятся, а в конце клипа мирятся.
В марте 2009 был выпущен видеоклип с Сарой Коннор. Клип снят по тому же сценарию, но на этот раз Сару окружают фотографии Сиары.

## Список композиций
Цифровая дистрибуция (Великобритания) (Выпуск: 23 марта, 2009)
1. «Takin’ Back My Love» (дуэт с Сиарой) (Radio Edit) — 3:51

Цивровой макс-сингл (Великобритания) (Released: 23 марта, 2009)
1. «Takin’ Back My Love» (дуэт с Сиарой) (Radio Edit) — 3:51
2. «Takin’ Back My Love» (дуэт с Сиарой) (Moto Blanco Radio Mix) — 3:51
3. «Takin’ Back My Love» (Video) — 3:57

Сингл (Франция) (Выпуск: 9 марта, 2009)
1. «Takin’ Back My Love (Sans L’Ombre D’Un Remord)» (дуэт с Tyssem) — 3:51
2. «Takin’ Back My Love (Main Version)» (дуэт с Сиарой) — 3:51
3. «Takin’ Back My Love (Junior Caldera Club Remix)» (дуэт с Сиарой) — 5:20
4. «Takin’ Back My Love (Glam As You Club Mix By Guena Lg)» (дуэт с Сиарой) — 7:59

Сингл (Германия) (Выпуск: 23 марта, 2009)
1. «Takin’ Back My Love» (дуэт с Сарой Коннор) (Exclusive Radio Edition) — 3:50
2. «Takin’ Back My Love» (дуэт с Сарой Коннор) (Alternate Mix) — 3:50

## Позиции в чартах
Сингл дебютировал во Франции на 3-м месте с объёмом продаж в 4 тысячи экземпляров.
| Чарт (2009)                        | Пиковая позиция |
| ---------------------------------- | --------------- |
| Austria Singles Chart1             | 19              |
| Belgium Singles Chart (Flanders)   | 7               |
| Belgium Singles Chart (Wallonia)   | 9               |
| Danish Singles Chart               | 8               |
| Dutch Top 40                       | 5               |
| Eurochart Hot 100                  | 3               |
| Finnish Singles Chart              | 9               |
| French SNEP Singles Chart          | 2               |
| German Singles Chart 1             | 9               |
| Greek Singles Chart                | 6               |
| Irish Singles Chart                | 7               |
| Romanian Singles Chart             | 1               |
| Russian Airplay Chart              | 2               |
| Swedish Singles Chart              | 40              |
| Swiss Singles Chart                | 23              |
| Turkey Top 20 Chart                | 5               |
| UK Singles Chart                   | 12              |
| UK R&B Chart                       | 5               |
| U.S. Billboard Hot Dance Club Play | 4               |

1 В дуэте с Сарой Коннор

## Сертификации
| Страна         | Сертификация | Дата            | Продажи | Скачивания |
| -------------- | ------------ | --------------- | ------- | ---------- |
| Россия         | Золотой      | 27 декабря 2009 | 100,000 |            |
| Великобритания | Серебряный   | 27 декабря 2009 | 200,000 |            |
| Дания          | Золотой      | 27 декабря 2009 | 7,500   |            |